# NGC 3068
NGC 3068 ist eine linsenförmige Galaxie vom Hubble-Typ E-S0 im Sternbild Löwe an der Ekliptik, welche schätzungsweise 283 Millionen Lichtjahre von der Milchstraße entfernt ist und mit der elliptischen Galaxie PGC 87670 (NGC 3068B) ein Galaxienpaar bildet.
Halton Arp gliederte seinen Katalog ungewöhnlicher Galaxien nach rein morphologischen Kriterien in Gruppen. Diese Galaxie gehört zu der Klasse Galaxien mit schmalen Gegenarmen.
Das Objekt wurde am 12. März 1785 von Wilhelm Herschel entdeckt.